# Very Large Array
Very Large Array (VLA) je radioastronomická observatoř, která se nachází na Pláních svatého Augustina mezi městy Magdalena a Datil přibližně 80 km západně od města Soccoro ve státě Nové Mexiko, USA. Je v plném provozu od roku 1980, v letech 2010–2011 prošla důkladnou rekonstrukcí zařízení.
Celý komplex se rozkládá ve 2124 m nad mořskou hladinou. VLA je součástí americké National Radio Astronomy Observatory (NRAO).

## Charakteristika

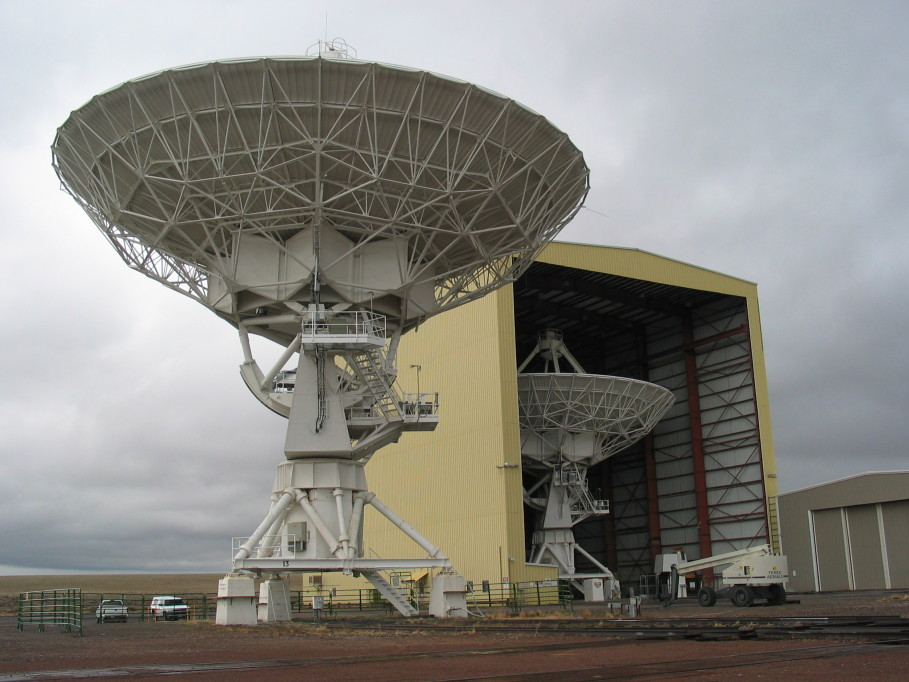
Pohled na dvě antény, z nichž jedna je schovaná ve speciální servisní hale

Observatoř sestává z 27 nezávislých radioteleskopů, z nichž každý váží 209 tun a jeho parabolická anténa má průměr 25 m. Antény jsou v prostoru rozloženy do tvaru písmene Y, přičemž každé z ramen je dlouhé 21 km. Podél všech antén vede speciální železniční trať, díky níž mohou být antény za pomoci speciální lokomotivy přemísťovány do předem připravených pozic podle aktuální potřeby.
Celý komplex funguje na principu interferometrie, jehož maximální základová linie činí 36 km. Pokud by měla mít jediná anténa stejný výkon jako tento komplex, musel by tedy průměr její paraboly činit 36 km. V základu existuje několik přednastavených formací např. A (největší) nebo D (nejužší), při které jsou všechny antény ve vzdálenosti do 600 m od středového bodu. Celý cyklus, během kterého se vystřídají všechny formace včetně několika hybridních trvá 16 měsíců. Antény jsou přemísťovány každých 3–5 měsíců. Přemísťování do menších formací probíhá ve dvou fázích, kdy dojde nejprve ke „zkrácení“ západních a východních ramen pomyslného písmene Y, později je zkráceno severní rameno.
Operační centrum (The Array Operations Center (AOC)) VLA se nachází v kampusu „New Mexico Institute of Mining and Technology“ (Soccoro, Nové Mexiko). AOC také slouží jako operační středisko pro podobný projekt Very Long Baseline Array, jehož antény jsou rozmístěny na linii počínaje Havají, konče na Panenských ostrovech.

## Poslání VLA
VLA je víceúčelovým nástrojem sestrojeným pro výzkum mnoha astronomických témat. Mezi objekty, které jsou VLA zkoumány, patří např. radiové galaxie, kvasary, supernovy, záblesky záření gama, radio-emitující hvězdy, Slunce a planety, černé díry aj. Během roku 1989 byl VLA využíván pro komunikaci se sondou Voyager 2, která v tu dobu míjela planetu Neptun.

## Minulost a budoucnost projektu
Projekt byl schválen americkým Kongresem roku 1972 a samotná stavba začala o šest měsíců později. K umístění první antény došlo v září 1975 a formálně otevřen byl roku 1980. Celkové náklady na výstavbu činily 78,5 milionů dolarů.
Po důkladné rekonstrukci technických zařízení, při níž se celková výkonnost zvýšila až o tři řády (citlivost, rozlišovací schopnost, frekvenční rozsah atd.), byla observatoř v roce 2011 znovu otevřena jako EVLA (Expanded Very Large Array), 31. března 2012 byla slavnostně přejmenována na Karl G. Jansky Very Large Array na počest amerického fyzika K. G. Janskyho (1905-1950), objevitele radiového záření z Mléčné dráhy. Do budoucna se uvažuje o rozšíření o další antény, a to až do vzdálenosti 300 km. Několik kilometrů jižně od observatoře vzniká nová observatoř Magdalena Ridge Observatory s optickým interferometrem.